# الن اشترایت
الن اشترایت (آلمانی: Ellen Streidt؛ زادهٔ ۲۷ ژوئیهٔ ۱۹۵۲) دونده اهل آلمان بود.